# Eric García (calciatore)
Eric García Martret (Barcellona, 9 gennaio 2001) è un calciatore spagnolo, difensore del Barcellona.

## Caratteristiche tecniche
Difensore centrale bravo tecnicamente e nell'impostazione del gioco dalle retrovie, è dotato di un buon senso della posizione; all'occorrenza, può essere impiegato anche da terzino destro grazie alla sua velocità.Difende usando uno stile di gioco lineare, oltre a interferire nell'attacco avversario, sfrutta i lanci lunghi. Abile nelle anticipazioni, agisce con freddezza, inoltre quando attacca si avvale del colpo di testa.

## Carriera

### Club

#### Manchester City
Dopo esser cresciuto nel settore giovanile del Barcellona, nell'estate del 2017 si è unito agli inglesi del Manchester City. Aggregato inizialmente alla primavera, il 18 dicembre 2018 ha debuttato fra i professionisti disputando l'incontro di Coppa di Lega vinto ai rigori contro il Leicester City.
Promosso in prima squadra per la stagione 2019-2020, il 21 settembre 2019 ha debuttato in Premier League disputando l'incontro vinto 8-0 contro il Watford. L'11 dicembre seguente è stato schierato titolare nella partita valida per la fase a gironi di UEFA Champions League vinto 4-1 contro la Dinamo Zagabria. Termina l'annata con 20 presenze totali.
Nella stagione successiva, l'ultima con la maglia dei citizens, colleziona 12 presenze tra campionato e coppe.

#### Barcellona e prestito al Girona
Il 1º luglio 2021 ritorna al Barcellona, a parametro zero, firmando un contratto di 5 anni; nel suo contratto viene inserita una clausola rescissoria da 400 milioni di euro. Il 14 maggio 2023 si laurea per la prima volta campione di Spagna, in seguito alla vittoria per 4-2 nel derby contro l'Espanyol.
All’inizio del mese di settembre passa in prestito al Girona. In prestito nel nuovo club è tra i titolari in un percorso ottimale nella Liga dove raggiunge un traguardo ambito come la qualificazione in Champions League, segnando anche 5 reti.
Torna a giocare con il Barcellona nel 2024, e nella Champions League nel combattuto match contro il Benfica entra in campo nel secondo tempo e, segnando una rete, contribuisce alla rimonta vincendo per 5-4. Sempre in Champions realizza un gol nel ritorno delle semifinali contro l'Inter, non evitando però la sconfitta dei catalani per 4-3 ai supplementari e la loro conseguente eliminazione dal torneo.

### Nazionale
Nel maggio 2017, con la nazionale Under-17, ha preso parte al vittorioso europeo di categoria vincendo la finale ai rigori contro l'Inghilterra. Successivamente, nell'ottobre dello stesso anno, ha partecipato anche al mondiale, concluso dalle furie rosse al secondo posto.
Nel luglio del 2019 ha disputato, con l'Under-19, l'europeo vinto in finale per 2-0 contro i pari età del Portogallo. Al termine della manifestazione viene selezionato nella formazione ideale. Il 10 settembre seguente ha fatto il suo esordio nella nazionale Under-21 giocando da titolare la partita vinta per 2-0 contro il Montenegro e valida per la qualificazione agli Europei del 2021.
Il 20 agosto 2020 viene convocato per la prima volta in nazionale maggiore dal commissario tecnico Luis Enrique. Fa il suo debutto il 6 settembre nel successo per 4-0 contro l'Ucraina, venendo poi convocato per l'Euro 2020, manifestazione in cui scende in campo in una partita dei gironi, contro la Slovacchia, nell'ottavo di finale vinto contro la Croazia e nella semifinale giocata contro l'Italia.
Ai Giochi Olimpici di Tokyo 2020, svoltisi tra la fine di luglio e inizio agosto 2021, è titolare fisso della nazionale giocando tutte e 6 le partite e tutti i 630 minuti: come lui solo il portiere Unai Simón e l'altro difensore Pau Torres.
Ai Giochi della XXXIII Olimpiade di Parigi 2024 gioca cinque delle sei partite (salta solo quella con l'Egitto nel girone eliminatorio) per un totale di 480 minuti ed è titolare nella vittoriosa finale per la medaglia d'oro dove la Spagna batte la Francia 5-3 dopo i tempi supplementari.

## Statistiche

### Presenze e reti nei club
Statistiche aggiornate al 6 maggio 2025.
| Stagione                   | Squadra                    | Campionato                 | Campionato | Campionato | Coppe nazionali | Coppe nazionali | Coppe nazionali | Coppe continentali | Coppe continentali | Coppe continentali | Altre coppe | Altre coppe | Altre coppe | Totale | Totale | Totale |
| Stagione                   | Squadra                    | Comp                       | Pres       | Reti       | Comp            | Pres            | Reti            | Comp               | Pres               | Reti               | Comp        | Pres        | Reti        | Pres   | Reti   |        |
| -------------------------- | -------------------------- | -------------------------- | ---------- | ---------- | --------------- | --------------- | --------------- | ------------------ | ------------------ | ------------------ | ----------- | ----------- | ----------- | ------ | ------ | ------ |
| 2017-2018                  | Manchester City U21        | PL2                        | 2          | 0          | -               | -               | -               | -                  | -                  | -                  | EFL         | 0           | 0           | 2      | 0      |        |
| 2018-2019                  | Manchester City U21        | PL2                        | 10         | 1          | -               | -               | -               | -                  | -                  | -                  | EFL         | 1           | 0           | 11     | 1      |        |
| 2019-2020                  | Manchester City U21        | PL2                        | 3          | 0          | -               | -               | -               | -                  | -                  | -                  | EFL         | 0           | 0           | 3      | 0      |        |
| Totale Manchester City U21 | Totale Manchester City U21 | Totale Manchester City U21 | 15         | 1          |                 |                 |                 |                    |                    |                    |             | 1           | 0           | 16     | 1      |        |
| 2018-2019                  | Manchester City            | PL                         | 0          | 0          | FACup+CdL       | 0+3             | 0               | -                  | -                  | -                  | -           | -           | -           | 3      | 0      |        |
| 2019-2020                  | Manchester City            | PL                         | 13         | 0          | FACup+CdL       | 2+3             | 0               | UCL                | 2                  | 0                  | CS          | 0           | 0           | 20     | 0      |        |
| 2020-2021                  | Manchester City            | PL                         | 6          | 0          | FACup+CdL       | 2+1             | 0               | UCL                | 3                  | 0                  | -           | -           | -           | 12     | 0      |        |
| Totale Manchester City     | Totale Manchester City     | Totale Manchester City     | 19         | 0          |                 | 11              | 0               |                    | 5                  | 0                  |             | 0           | 0           | 35     | 0      |        |
| 2021-2022                  | Barcellona                 | PD                         | 26         | 0          | CR              | 1               | 0               | UCL+UEL            | 4+5                | 0+0                | SS          | 0           | 0           | 36     | 0      |        |
| 2022-2023                  | Barcellona                 | PD                         | 24         | 1          | CR              | 3               | 0               | UCL+UEL            | 4+0                | 0+0                | SS          | 1           | 0           | 32     | 1      |        |
| ago. 2023                  | Barcellona                 | PD                         | 2          | 0          | CR              | -               | -               | UCL                | -                  | -                  | SS          | -           | -           | 2      | 0      |        |
| 2023-2024                  | Girona                     | PD                         | 30         | 5          | CR              | 2               | 0               | -                  | -                  | -                  | -           | -           | -           | 32     | 5      |        |
| 2024-2025                  | Barcellona                 | PD                         | 26         | 2          | CR              | 6               | 1               | UCL                | 9                  | 2                  | SS          | 1           | 0           | 42     | 5      |        |
| Totale Barcellona          | Totale Barcellona          | Totale Barcellona          | 78         | 3          |                 | 10              | 1               |                    | 22                 | 2                  |             | 2           | 0           | 112    | 6      |        |
| Totale carriera            | Totale carriera            | Totale carriera            | 142        | 9          |                 | 23              | 1               |                    | 27                 | 2                  |             | 3           | 0           | 195    | 12     |        |

### Cronologia presenze e reti in nazionale
| Cronologia completa delle presenze e delle reti in nazionale ― Spagna | Cronologia completa delle presenze e delle reti in nazionale ― Spagna | Cronologia completa delle presenze e delle reti in nazionale ― Spagna | Cronologia completa delle presenze e delle reti in nazionale ― Spagna | Cronologia completa delle presenze e delle reti in nazionale ― Spagna | Cronologia completa delle presenze e delle reti in nazionale ― Spagna | Cronologia completa delle presenze e delle reti in nazionale ― Spagna | Cronologia completa delle presenze e delle reti in nazionale ― Spagna |
| Data                                                                  | Città                                                                 | In casa                                                               | Risultato                                                             | Ospiti                                                                | Competizione                                                          | Reti                                                                  | Note                                                                  |
| --------------------------------------------------------------------- | --------------------------------------------------------------------- | --------------------------------------------------------------------- | --------------------------------------------------------------------- | --------------------------------------------------------------------- | --------------------------------------------------------------------- | --------------------------------------------------------------------- | --------------------------------------------------------------------- |
| 6-9-2020                                                              | Madrid                                                                | Spagna                                                                | 4 – 0                                                                 | Ucraina                                                               | UEFA Nations League 2020-2021 - 1º turno                              | -                                                                     | 61’                                                                   |
| 7-10-2020                                                             | Lisbona                                                               | Portogallo                                                            | 0 – 0                                                                 | Spagna                                                                | Amichevole                                                            | -                                                                     | 81’                                                                   |
| 11-11-2020                                                            | Amsterdam                                                             | Paesi Bassi                                                           | 1 – 1                                                                 | Spagna                                                                | Amichevole                                                            | -                                                                     |                                                                       |
| 17-11-2020                                                            | Siviglia                                                              | Spagna                                                                | 6 – 0                                                                 | Germania                                                              | UEFA Nations League 2020-2021 - 1º turno                              | -                                                                     | 43’                                                                   |
| 25-3-2021                                                             | Granada                                                               | Spagna                                                                | 1 – 1                                                                 | Grecia                                                                | Qual. Mondiali 2022                                                   | -                                                                     |                                                                       |
| 28-3-2021                                                             | Tbilisi                                                               | Georgia                                                               | 1 – 2                                                                 | Spagna                                                                | Qual. Mondiali 2022                                                   | -                                                                     |                                                                       |
| 31-3-2021                                                             | Siviglia                                                              | Spagna                                                                | 3 – 1                                                                 | Kosovo                                                                | Qual. Mondiali 2022                                                   | -                                                                     | 86’                                                                   |
| 4-6-2021                                                              | Madrid                                                                | Spagna                                                                | 0 – 0                                                                 | Portogallo                                                            | Amichevole                                                            | -                                                                     | 63’                                                                   |
| 23-6-2021                                                             | Siviglia                                                              | Slovacchia                                                            | 0 – 5                                                                 | Spagna                                                                | Euro 2020 - 1º turno                                                  | -                                                                     | 71’                                                                   |
| 28-6-2021                                                             | Copenaghen                                                            | Croazia                                                               | 3 – 5 dts                                                             | Spagna                                                                | Euro 2020 - Ottavi di finale                                          | -                                                                     | 71’                                                                   |
| 6-7-2021                                                              | Londra                                                                | Italia                                                                | 1 – 1 dts (4 – 2 dtr)                                                 | Spagna                                                                | Euro 2020 - Semifinale                                                | -                                                                     | 109’                                                                  |
| 2-9-2021                                                              | Solna                                                                 | Svezia                                                                | 2 – 1                                                                 | Spagna                                                                | Qual. Mondiali 2022                                                   | -                                                                     |                                                                       |
| 5-9-2021                                                              | Badajoz                                                               | Spagna                                                                | 4 – 0                                                                 | Georgia                                                               | Qual. Mondiali 2022                                                   | -                                                                     | 60’                                                                   |
| 10-10-2021                                                            | Milano                                                                | Spagna                                                                | 1 – 2                                                                 | Francia                                                               | UEFA Nations League 2020-2021 - Finale                                | -                                                                     |                                                                       |
| 26-3-2022                                                             | Cornellà de Llobregat                                                 | Spagna                                                                | 2 – 1                                                                 | Albania                                                               | Amichevole                                                            | -                                                                     |                                                                       |
| 5-6-2022                                                              | Praga                                                                 | Rep. Ceca                                                             | 2 – 2                                                                 | Spagna                                                                | UEFA Nations League 2022-2023 - 1º turno                              | -                                                                     |                                                                       |
| 12-6-2022                                                             | Malaga                                                                | Spagna                                                                | 2 – 0                                                                 | Rep. Ceca                                                             | UEFA Nations League 2022-2023 - 1º turno                              | -                                                                     |                                                                       |
| 17-11-2022                                                            | Amman                                                                 | Giordania                                                             | 1 – 3                                                                 | Spagna                                                                | Amichevole                                                            | -                                                                     | 72’                                                                   |
| Totale                                                                |                                                                       | Presenze                                                              | 19                                                                    |                                                                       | Reti                                                                  | 0                                                                     |                                                                       |

| Cronologia completa delle presenze e delle reti in nazionale ― Spagna under 21 | Cronologia completa delle presenze e delle reti in nazionale ― Spagna under 21 | Cronologia completa delle presenze e delle reti in nazionale ― Spagna under 21 | Cronologia completa delle presenze e delle reti in nazionale ― Spagna under 21 | Cronologia completa delle presenze e delle reti in nazionale ― Spagna under 21 | Cronologia completa delle presenze e delle reti in nazionale ― Spagna under 21 | Cronologia completa delle presenze e delle reti in nazionale ― Spagna under 21 | Cronologia completa delle presenze e delle reti in nazionale ― Spagna under 21 |
| Data                                                                           | Città                                                                          | In casa                                                                        | Risultato                                                                      | Ospiti                                                                         | Competizione                                                                   | Reti                                                                           | Note                                                                           |
| ------------------------------------------------------------------------------ | ------------------------------------------------------------------------------ | ------------------------------------------------------------------------------ | ------------------------------------------------------------------------------ | ------------------------------------------------------------------------------ | ------------------------------------------------------------------------------ | ------------------------------------------------------------------------------ | ------------------------------------------------------------------------------ |
| 10-9-2019                                                                      | Castellón de la Plana                                                          | Spagna under 21                                                                | 2 – 0                                                                          | Montenegro under 21                                                            | Qual. Europeo Under-21 2021                                                    | -                                                                              | 29’ 64’                                                                        |
| 10-10-2019                                                                     | Cordova                                                                        | Spagna under 21                                                                | 1 – 1                                                                          | Germania under 21                                                              | Amichevole                                                                     | -                                                                              |                                                                                |
| 15-10-2019                                                                     | Podgorica                                                                      | Montenegro under 21                                                            | 0 – 2                                                                          | Spagna under 21                                                                | Qual. Europeo Under-21 2021                                                    | -                                                                              |                                                                                |
| 14-11-2019                                                                     | Alcorcón                                                                       | Spagna under 21                                                                | 3 – 0                                                                          | Macedonia del Nord under 21                                                    | Qual. Europeo Under-21 2021                                                    | -                                                                              |                                                                                |
| 19-11-2019                                                                     | Ramat Gan                                                                      | Israele under 21                                                               | 1 – 1                                                                          | Spagna under 21                                                                | Qual. Europeo Under-21 2021                                                    | -                                                                              |                                                                                |
| Totale                                                                         |                                                                                | Presenze                                                                       | 5                                                                              |                                                                                | Reti                                                                           | 0                                                                              |                                                                                |

## Palmarès

### Club
- Coppa di Lega inglese: 3

Manchester City: 2018-2019, 2019-2020, 2020-2021
- Campionato inglese: 2

Manchester City: 2018-2019, 2020-2021
- Community Shield: 1

Manchester City: 2019
- Supercoppa di Spagna: 2

Barcellona: 2023, 2025
- Campionato spagnolo: 2

Barcellona: 2022-2023, 2024-2025
- Coppa di Spagna: 1

Barcellona: 2024-2025

### Nazionale
- Campionato d'Europa Under-17: 1

Croazia 2017
- Campionato d'Europa Under-19: 1

Armenia 2019
- Argento olimpico: 1

Tokyo 2020
- Oro olimpico: 1

Parigi 2024